# Rajko Grlić
Rajko Grlić (Zagreb, 2. rujna 1947.), hrvatski filmski redatelj, scenarist i producent, američki i slovenski sveučilišni profesor filmske režije. Bio je umjetnički ravnatelj Motovunskoga filmskog festivala. Njegovi filmovi osvojili su do završetka 2018. stotinjak međunarodnih nagrada (šezdeset i četiri samo filmovi u suradnji s Antom Tomićem).

## Životopis

### Obitelj
Rođen je u Zagrebu, 2. rujna 1947. godine. Otac mu je bio hrvatski filozof Danko Grlić, a majka novinarka i spisateljica Eva Grlić (r. Izrael). Očevi dalji preci po muškoj liniji bili su banatski Podunavski Švabe, izvornog prezimena Gerlich, majčini po ocu sefardski Židovi naseljeni u Sarajevu, a po majci aškenaski iz Ugarske, prezimenom Klingenberg. Polusestra po majci mu je profesorica književnosti i prevoditeljica Vesna Domany Hardy, kći žrtve fašizma Rudolfa Domanya, strijeljanoga kao taoca NDH u Rakovu Potoku 1941. godine; djed Ješua Izrael, također civilni talac NDH, ubijen je ranije 1941. pri proboju iz logora u Kerestincu.

### Obrazovanje
Dvogodišnju Radiotelevizijsku novinarsku školu Radiotelevizije Zagreb završio je 1965. godine. Maturirao je gimnaziju 1966. u Zagrebu i iste jeseni upisao Filozofski fakultet u Zagrebu Godinu dana kasnije upisao je studij režije na prestižnomu Filmskom fakultetu u Pragu, te je magistrirao 1971. u klasi oscarovca Elmara Klosa polusatnim filmom Predgovor koji je režirao po vlastitom scenariju. Bio je uključen u aktivnosti Praškog proljeća 1968., te je bio član studentskoga Štrajkačkog odbora FAMU koji je prosvjedovao protiv sovjetske okupacije Čehoslovačke.
U akademskoj 1984./1985. godini iskoristio je stipendiju Soroseva fonda kao gost Filmskog odsjeka Sveučilišta Columbia u New Yorku. Stipendiju Gostujući umjetnik Fulbrightova programa za filmsko usavršavanje iskoristio je, nakon višegodišnjeg odgađanja, u akademskoj godini 1991./1992. na Odsjeku za film i televiziju Sveučilita Kalifornije u Los Angelesu (UCLA).

## Djelatnost

### Književnost
Kratke priče i pjesme objavljivali su mu 1966. – 1970. časopisi Umjetnost i mi i Razlog, te tjednik za kulturu Telegram. 
Pripovjedaštvu se vratio zbirkom Neispričane priče 2018.

### Kazalište
Od 1966. do 1968. Grlić je glumio u zagrebačkome Studentskome eksperimentalnom kazalištu (SEK), u dvjema predstavama: Ars longa vita brevis te Viet-Rock, obje u režiji Mira Međimorca.

### Filmovi
Grlić je jedan 56 članova utemeljitelja Europske filmske akademije (EFA) za sjedištem u Bruxellesu.
Prvi kratkometražni amaterski film, naslovljen Cigla, Grlić je snimio 1963. U tri godine Grlić je snimio ukupno šest takvih filmova i osvojio dvadesetak nagrada na festivalima kratkometražnog filma u tadašnjoj Jugoslaviji. Prvi profesionalni kratkometražni film Prolazak dovršio je 1966. po vlastitom scenariju.
Sve jedno drugoga pojede je kratki film koji je 1970. režirao po svom scenariju u produkciji zagrebačkoga Filmskoga autorskog studija (FAS). Nagrađen je kao najbolji jugoslavenski kratki film u Beogradu 1971. Sudjelovao je u službenoj konkurenciji filmskih festivala u Oberhausenu, Bilbau i drugima.
Kud puklo da puklo (1974.) prvi je Grlićev cjelovečernji igrani film, dočekan pohvalama kritike. Iste je godine debitirao kao producent kratkim dokementarcem Pitka voda i sloboda, koji je režirao po svome scenariju. Komisija za pregled filmova SR Hrvatske zabranila ga je za javno prikazivanje. Uslijedili su igrani filmovi Bravo maestro (1978.), Samo jednom se ljubi (1981.), oba uvrštena u službeni program Filmskog festivala u Cannesu, zatim U raljama života (1984.) po romanu Dubravke Ugrešić, pa Za sreću je potrebno troje" (1985.)
Za Studentske sportske igre Univerzijadu u Zagrebu 1987. Grlić je bio dramaturg spektakularne cerembnije otvaranja, za koje je snimio i kratki uvodni film Zagrebačka bajka.
Sljedeće je godine zajedno s producentom Mladenom Koceićem utemeljio producentsku kuću Maestro film. Maestro film je bio koproducent prvoga Grlićeva filma snimljenoga na engleskome, That Summer of White Roses (Đavolji raj), po romanu Borislava Pekića, koji mu je bio i koscenarist. Zadnji u nizu bio je Čaruga (1991., u koprodukciji s Viba filmom i Hrvatskom radiotelevizijom, o poznatom razbojniku, pogubljenome 1925., uz koji je Grlić snimio i jednosatni dokumentarac Stvarni Čaruga, stvaralački upozorivši na različitost diskursa fikcije i zbilje. Maestro film je likvidiran 1991.
Kroz sljedećih deset godina Grlićevi filmovi nisu prikazivani u njegovoj domovini.
Josephine (2000., zasnovana na kratkom romanu Alexa Koenigsmarka po kojemu je scenarij napisala Koraljka Meštrović) drugi je Grlićev film na engleskome.
Filmom Karaula započeo je dugogodišnju suradnju sa satiričarom Antom Tomićem. Zajedno su napisali scenarij, po Tomićevu romanu Ništa nas ne smije iznenaditi, a režija je Grlićeva. Na isti način nastali su i filmovi Neka ostane među nama (2010.), te Ustav Republike Hrvatske (2016.), oba po originalnim zajedničkim scenarijima.

### Televizija
Na Zagrebačkoj televiziji je do 1965. oko dvije godine bio voditelj emisije za mlade.
Za studija u Pragu režirao je za zagrebačku televiziju prvi profesionalni dokumentarni film Mi iz Praga, po vlastitom scenariju.
Godinu kasnije je također u produkciji Televizije Zagreb snimio jednosatni dokementarni film Svaki je čovjek dobar čovjek u rđavom svijetu, ali interna idejna kontrola te kuće nije odobrila film za javno prikazivanje. Podjednako nije odobrena ni serija od šest kratkih dokumentarnih filmova Pohvale, režirana za Televiziju Zagreb po vlastitom scenariju 1971. (premijerno je prikazana četrdesetak godina kasnije).
Grlom u jagode, televizijska serija koju je 1975. napisao zajedno s njenim redateljem Srđanom Karanovićem za Televiziju Beograd, postigla je veliku popularnost širom Jugoslavije. Iste je godine napisao i režirao seriju od šest dokumentarnih filmova za Televiziju Zagreb Žestoke priče. Kritičari uvršćuju Pleterje, jednu od epizoda, među najbolje jugoslavenske dokumentarce.

### Multimedij
Grlić je 1998. zasnovao, snimio i producirao interaktivni nastavni CD-ROM How to Make Your Movie: an Interactive Film School (Kako snimiti Vaš film : Interaktivna filmska škola), koji je dobio osam međunarodnih nagrada, uključujući tu New York Grand Prix za najbolji svjetski multimedij 1998.  Šest godina kasnije izdao je dopunjenu i unaprijeđenu verziju: How to Make Your Movie 2.0.

### Nastava
Na zagrebačkoj Akademiji dramske umjetnosti predavao je filmsku režiju i montažu 1972. – 1974. odnosno filmsku režiju 1989. – 1991., od 1990. kao redoviti profesor, pa je 1992. – 1993. bio gostujući profesor Filmskog odsjeka Umjetničkog fakulteta Sveučilišta u New Yorku, a od 1993. je profesor filma na Ohioskom sveučilištu u Athensu (u najvišem statusu istaknutog profesora). Istodobno je od 2003. redoviti profesor filmske režije na Umjetničkoj akademiji Sveučilita u Novoj Gorici. Od 1994. do 2002. bio je ravnatelj Imaginarne filmske akademije u Grožnjanu (Hrvatska) i Athensu (Ohio).

### Zajednički jezik
Potpisnik je Deklaracije o zajedničkom jeziku, u kojoj se tvrdi da se u Hrvatskoj, Bosni i Hercegovini, Srbiji i Crnoj Gori govore nacionalne standardne varijante zajedničkog policentričnog standardnog jezika.

## Filmografija

### Dugometražni igrani filmovi

#### Redatelj i koscenarist
- Kud puklo da puklo (1974.)
- Bravo maestro (1978.)
- Samo jednom se ljubi (1981.)
- U raljama života (1984.)
- Za sreću je potrebno troje (1985.)
- Đavolji raj – ono ljeto bijelih ruža (1989.)
- Čaruga (1991.)
- Josephine (2002.)
- Karaula (2006.)
- Neka ostane među nama (2010.)
- Ustav Republike Hrvatske (2016.)
- Svemu dođe kraj (2024.)

#### Producent
- 1989.		That Summer of White Roses (koproducent)
- 1991.		Čaruga (koproducent)
- 1992.		Virdžina (koproducent)
- 2018.		Departure

#### koscenarist
- 1972.		Društvena igra
- 1978.		Miris poljskog cvijeća
- 1979.		Budimir Trajković
- 1980.		Petrijin venac
- 1981.		Erogene zone
- 1984.		Rani snijeg u Münchenu

### dugometražni dokumentarni filmovi

#### redatelj i scenarist
- 1968.		Svaki je čovjek dobar čovjek u rđavom društvu
- 2001.		Novo novo vrijeme (korežiser)
- 2004.		Roberto und Paolo – Zwei Leben fürs Theater
- 2017.		Vsaka dobra zgodba je ljubezenska zgodba (korežiser)

#### producent
- 2001.		Novo, novo vrijeme (koproducent)
- 2003.		Sretno dijete
- 2007.		How Ohio Pulled it Off

### kratkometražni i srednjemetražni filmovi

#### redatelj i scenarist
- 1964.		Cigla
- 1965.		Kuda ideš Kunigundo
- 1966.		Kairos
- 1966.		Prolazak
- 1967.		Đurđa
- 1967.		Pričaj mi nešto lijepo
- 1969.		Nesporazum
- 1970.		Predgovor
- 1971.		Sve jedno drugo pojede
- 1974.		Pitka voda i sloboda
- 1974.		Pričaj mi priču
- 1978.		Zagreb
- 1986.		Pitka voda i sloboda iI
- 1991.		Pariži, Istra
- 1997.		Pasta Paolo
- 1999.		Pitka voda i sloboda III
- 2002.		Stina
- 2010.		John „the Bear“ Butler

### televizija

#### redatelj i scenarist
- 1968.		Mi iz Praga (srednjemetražni dokumentarni)
- 1969.		Hamlet, tv-drama
- 1971.		Pohvale (šest polusatnih dokumentarnih filmova)
- 1976.		Žestoke priče (šest jednosatnih dokumentarnih filmova)
- 1991.		Čaruga (dokumentarni film)
- 2010.		Deset godina kasnije (srednjemetražni dokumentarni, korežiser)

#### koscenarist
- 1975.	Grlom u jagode (igrana serija od deset jednosatnih nastavaka)

### multimedij

#### režiser, scenarist i producent
- 1998.		How to Make Your Movie: An Interactive Film School
- 2004.		How to Make Your Movie: An Interactive Film School 2

## Odličja i priznanja
- Red Danice hrvatske s likom Marka Marulića za osobite zasluge za kulturu (2001.)
- Nagrada Vladimir Nazor za filmsku umjetnost:
  - Godišnja 1981.
  - Za životno djelo 2018.
- Počasni doktorat Sveučilišta u Novoj Gorici (2018.)
- Počasni građanin Montpelliera (1988.)
- Nagrada grada Denvera za doprinos svjetskom filmu 1993.
- Nagrada Grada Zagreba 2011.
- Plaketa Jugoslavenske kinoteke za doprinos europskom filmu

## Vanjske poveznice
- Rajko Grlić (službena stranica)
- Ohio University: Grlić
- Rajko Grlić u internetskoj bazi filmova IMDb-u (engl.)